# Technisub
Technisub este un producător italian de echipament de scufundare. Numele provine de la „tehnologie subacvatică”. 
Actualul președinte este Paul Ferraro, fiul fondatorului Luigi Ferraro. 
Technisub face parte din grupul Aqua Lung International, din care mai fac parte firmele Apeks, Aqua Lung și SeaQuest.

Technisub este de asemenea inclusă în grupul Confisub împreună cu firmele Mares, Cressi Sub, Scubapro, Uwatec, Seacsub, Effesub și Omersub, cu o pondere ce reprezintă 70% din piața internațională a echipamentului de scufundare.

## Istoric
Technisub a fost fondată în anul 1962 de Luigi Ferraro și Carlos Reinberg în Genova.
În 2011, Technisub achiziționează White Manufacturing Ltd., producător american de costume uscate de scufundare.